# DOOGEE
DOOGEE（ドゥージー、Shenzhen DOOGEE Hengtong Technology Co., Ltd）は、中華人民共和国の広東省深圳市を拠点とするスマートフォンメーカーである。

## 概要
2013年3月にスペインで設立。同年にKVD International Groupに買収される。同年に4コアのスマートフォンを発表した。
DOOGEEの製品に搭載されているSoCは主にMediaTek社の物が採用されている。
AliExpressや日本や米国のAmazonに代理店を持つ。
現在、オンラインストアや実店舗を通じて160ヶ国で商品を販売しているとしており、2016年は約1500万台のスマートフォンを販売したと発表している。
企業スローガンは、Live Your Life。